# 新杜比謝
49°42′57″N 26°51′40″E / 49.71583°N 26.86111°E
新杜比什切（烏克蘭語：Новодубище）是位於烏克蘭西部的村莊，由赫梅利尼茨基州裡赫梅利尼茨基區的克拉西利夫市鎮負責管轄。該村面積0.57平方公里，海拔高度305米，2001年人口90，人口密度每平方公里159人。